# Campsiura lijingkei
Campsiura lijingkei är en skalbaggsart som beskrevs av Legrand och Flutsch 2007. Campsiura lijingkei ingår i släktet Campsiura och familjen Cetoniidae. Inga underarter finns listade.